# Thomas Hughes (escritor)
Thomas Hughes (Uffington, Berkshire, 20 de octubre de 1822-Brighton, East Sussex, 22 de marzo de 1896) fue un abogado, escritor, reformador social y político inglés, muy célebre por su novela Tom Brown’s School Days (1857), un relato semiautobiográfico ambientado en la Rugby School, donde el propio autor estudió. La obra tuvo una secuela menos exitosa, Tom Brown at Oxford (1861).

## Biografía
Hughes, nacido en Uffington (población perteneciente en la actualidad al condado de Oxford y por aquel entonces al de Berk), era el segundo hijo del hacendado y editor John Hughes y de Margaret Wilkinson. Tuvo seis hermanos y una hermana, Jane Nassau Senior (1828-1877), que llegaría a convertirse en la primera mujer funcionaria civil del Reino Unido. A la edad de ocho años fue enviado a la Twyford School, una escuela pública preparatoria cercana a la ciudad de Winchester, donde estudió durante tres años.

### Formación en Rugby y Oxford
En febrero de 1834 ingresó en la prestigiosa Rugby School (condado de Warwick), una de las instituciones educativas privadas más antiguas (fue fundada en 1567) y elitistas de Inglaterra. En aquella época el director de la escuela era Thomas Arnold (1795-1842), célebre e influyente pedagogo, humanista e historiador, y padre del eminente crítico, ensayista y poeta Matthew Arnold. Cuando el Dr. Arnold accedió al cargo (1828), la Rugby School no alcanzaba el estatus de los prestigiosos Eton College y Winchester College, pero bajo su mandato el sistema pedagógico del centro cambió por completo, creando un modelo propio y diferenciado en el que ganaban importancia la educación física y el deporte sin descuidar el cultivo de las lenguas clásicas; además, reforzó el estudio de las matemáticas, la historia y las lenguas modernas y estableció un modelo de disciplina basado en el trabajo conjunto de tutores y prefectos nombrados directamente por los alumnos más veteranos. Este modelo reformador de los métodos de la enseñanza dio tan buen resultado que fue adoptado por el Estado y exportado a otros países.
Durante su etapa escolar, Hughes descubrió la obra The Kingdom of Christ (El reino de Cristo) (1838), del teólogo socialista Frederick Denison Maurice (1805-1872), obra que ejercería una notable influencia sobre el pensamiento de Hughes. En el libro, Maurice, que rechazaba el individualismo competitivo y egoísta y proponía una alternativa socialista a los principios económicos del laissez faire (liberalismo), argumentaba que la política es inseparable de la religión y que la Iglesia anglicana debería involucrarse en el tratamiento de las cuestiones sociales.
En Rugby, Hughes destacó más en la práctica deportiva (concretamente en críquet) que en el estudio. Durante su período académico, primero en la Escuela de Rugby (1834-1842) y posteriormente en Oxford (1842-1845), jugó en los equipos de críquet de la Rugby School (1840-1841), Oxford University (1842) y Oxford University-Old Magdalen (1843). Su carrera deportiva alcanzó su punto culminante con un partido de la máxima categoría disputado frente al equipo de la Cambridge University en la mítica cancha del Lord’s Cricket Ground, en St. John’s Wood (Londres), el 9 de junio de 1842. En 1845 se graduó en el Oriel College de Oxford.

### Carrera como abogado y activista social
Estudió Derecho en la Lincoln’s Inn y en la Inner Temple de Londres, y comenzó a ejercer su profesión el mismo año (1847) en que contrajo matrimonio con Frances Ford. Posteriormente, ambos establecieron su residencia en Wimbledon (1853), donde Hughes escribiría la obra que le dio fama internacional.
Ávido reformador social, se interesó y apoyó el movimiento obrero cartista, cuya segunda ramificación inglesa, la People’s Charter Union, habían fundado James Watson, Henry Hetherington y Richard Moore el 22 de marzo de 1848. Cuando la Cámara de los Comunes (entonces bajo mayoría liberal) rechazó las reivindicaciones de los cartistas recogidas en su Tercera Petición (presentada ante el Parlamento el 10 de abril del mismo año), Hughes decidió tomar partido y se unió a Charles Kingsley y Frederick Maurice para fundar el grupo de los Socialistas Cristianos, que expondría sus teorías en las revistas Politics of the People (1848-1849) y The Christian Socialist (1850-1851) y en una serie de panfletos agrupados bajo el título Tracts on Christian Socialism (Tratados de Socialismo Cristiano). En un clima de conflictividad social creciente (se habían producido violentos disturbios y levantamientos populares en Inglaterra e Irlanda), los Socialistas Cristianos consideraban a la Iglesia anglicana vital para mediar en el conflicto y evitar una revolución producida por el comprensible descontento de la clase obrera ante sus duras condiciones de vida.
Los Socialistas Cristianos consideraban razonables las reivindicaciones de los cartistas y las apoyaban, pero Maurice consideraba necesario mejorar el nivel educativo de los obreros antes de otorgarles el sufragio universal. De modo que para poner en práctica esta idea pedagógica, Maurice (que había sido destituido de su puesto de profesor de Teología en el King’s College de Londres a raíz de la publicación de su polémico libro Ensayos teológicos) y Hughes aunaron esfuerzos y fundaron (30 de octubre de 1854), en un edificio de la londinense Red Lion Square, el Working Men’s College (Colegio de Hombres Trabajadores), una escuela nocturna con 130 alumnos de extracción obrera. Kingsley y Hughes impartieron clases en ella (este último de boxeo); Maurice fue su primer director (1854-1872) y, a su muerte, le sustituyó el propio Hughes, que ejercería el cargo durante once años (1872-1883). También se involucró en la formación de algunos de los primeros sindicatos y cooperativas de obreros, y colaboró en la financiación de publicaciones liberales; fue miembro de la Junta Central de Cooperativas obreras y presidente del Congreso de Cooperativas (1869).

### Carrera política
En lo político, Hughes fue uno de los pocos personajes influyentes y relevantes de Inglaterra que apoyó públicamente la causa de los estados de la Unión durante la Guerra de Secesión (1861-1865), debido a sus firmes convicciones antiesclavistas.
Fue nombrado Consejero de S. M. la Reina en 1869 y juez en 1870 (posteriormente llegaría a alcanzar el cargo de juez de corte en el distrito de Chester, en 1882). Representando al Partido Liberal, fue sucesivamente elegido como parlamentario de la Cámara de los Comunes por las circunscripciones electorales de Lambeth (1865-1868) y Frome (1868-1874). En calidad de tal realizó, en 1871, una gira de conferencias por el noreste de los Estados Unidos en las que propugnó un acercamiento entre estadounidenses y británicos una vez finalizada la Guerra Civil en aquel país. Fue durante ese viaje cuando conoció personalmente al poeta, crítico y editor estadounidense James Russell Lowell (1819-1891), al que desde entonces le uniría una gran amistad. Hughes alabó a los Estados Unidos de América como una "tierra de oportunidades", y hasta tal punto quedó admirado con ciudades tan pujantes como Chicago, que al producirse el devastador gran incendio en esta ciudad (8 de octubre de 1871) ―en el que ardieron 17.000 edificios, casi 300 personas perdieron la vida y otras más de 100.000 quedaron sin hogar―, Hughes donó dinero para reconstruir la biblioteca pública municipal.

### Experiencia utópica en Tennessee
A finales de la década de 1870, una grave recesión económica en el Reino Unido otorgó, paradójicamente, a Hughes la oportunidad de poner en práctica sus ideales sociales. A consecuencia de los estragos de la crisis en el mercado laboral, los hijos menores y recién formados de familias de clase alta británicas, por lo general graduados en prestigiosas y elitistas escuelas públicas, como las mencionadas Eton College, Winchester College o Rugby School, no pudieron encontrar salidas profesionales ajustadas a su nivel social y académico. Hughes consideró que resultaría preferible para estos jóvenes de familia bien, y desde luego más útil y rentable, dedicarse a actividades agrícolas en América, "trabajando duro con sus manos, en lugar de morirse de hambre como caballeros" en Gran Bretaña. Su iniciativa tuvo buena aceptación y Hughes adquirió, con los beneficios que le había reportado la venta de su exitosa novela, una propiedad rural en el estado norteamericano de Tennessee, en pleno altiplano de los montes Apalaches. Allí fundó, el 5 de octubre de 1880, la colonia Rugby, concebida como una comunidad idealista experimental de socialismo utópico. Hughes quería que funcionara como una cooperativa, como una sociedad libre de clases que asumiera lo mejor de América manteniendo la cultura y las costumbres inglesas. Parte de su familia (su anciana madre, su hermano Hastings y su sobrina) se involucró en el proyecto y colaboró en la construcción y el sostenimiento de la colonia en sus primeros años de andadura. Hughes nunca dejó de creer en su proyecto (se hizo construir una casa, Kingstone Lisle, en la colonia, en la que pasó un mes al año durante los siete de existencia de Rugby y en la que confiaba vivir sus años de jubilación, algo que finalmente no pudo llevar a cabo por la delicada salud de su esposa), pero aquella experiencia utópica (que dejó plasmada en su libro Rugby, Tennessee, 1881) no prosperó en su concepción inicial por diversas razones: pesaron en gran medida la complicada gestión a distancia desde Londres (por motivos familiares y de negocios, Hughes fue incapaz de trasladarse a vivir a Tennessee), el exceso de confianza del propio Hughes, que probablemente desembolsó por los terrenos más de lo que realmente valían y que, por su poca experiencia, se puso a merced de los explotadores y especuladores del lugar, y, sobre todo, la falta de fondos para actividades agrícolas y afines y el escaso interés mostrado por los colonos más jóvenes. Pese a todo, el esfuerzo fue digno de admiración y Hughes siempre conservó la esperanza en que la comunidad idílica de Rugby volvería a funcionar; en parte, ese anhelo se cumplió, pues de hecho un pequeño núcleo de población permaneció en Rugby durante todo el siglo XX, de modo que en la actualidad la colonia, restaurada en los años 60, sigue existiendo como tal y está incluida en el Registro Nacional de Lugares Históricos de los Estados Unidos.

### Final
Gravemente enfermo, emprendió viaje hacia el continente europeo para intentar recuperarse, pero la muerte, a consecuencia de una insuficiencia cardiaca, le sorprendió en Brighton, en la costa meridional de Inglaterra, el 22 de marzo de 1896, cuando contaba 73 años de edad; fue enterrado en el cementerio de dicha ciudad. Se da la circunstancia de que años después, una de sus hijas, Lilian Hughes, fue una de los más de 1.500 pasajeros que perecieron en el naufragio del RMS Titanic (abril de 1912). Curiosamente, el mismo escultor a quien se debe la autoría de la escultura conmemorativa que desde 1899 rinde homenaje al escritor frente a la biblioteca de la Rugby School, Thomas Brock (1847-1922), fue también el encargado de esculpir el memorial a las víctimas del hundimiento del Titanic sito junto al Belfast City Hall (Irlanda del Norte).

## Obra literaria

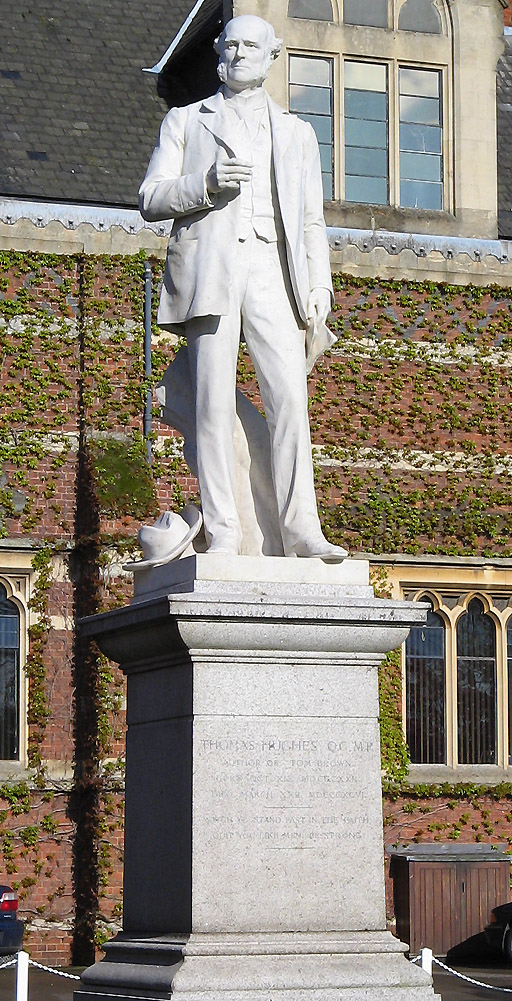
Monumento a Thomas Hughes en la Rugby School

La experiencia escolar de Hughes en la Rugby School quedó reflejada en su obra más famosa y leída: Tom Brown’s School Days (1857), una brillante interpretación de la vida de un alumno corriente ―trasunto del propio autor y de su admirado hermano mayor, George Hughes, que también inspiraría sus Memorias de un hermano (1873)― en el famoso colegio de Rugby, en la que el Dr. Arnold aparecía idealizado como el maestro modélico y digno de admiración. La publicación de esta novela de propósito didáctico resultó muy útil: además de ser una obra arquetípica y clásica en su género, influyó en gran medida en la idea de lo que debían ser los colegios elitistas privados ingleses. La novela narra con simpático realismo, agilidad y frescura el desarrollo de las actividades de los niños en el colegio, retratando con propósitos didácticos sus rencillas y crueldades, su amistad y lealtad, y ofreciendo un cuadro vivo del alumnado y de su vida en la institución.
El resonante éxito cosechado por la primera entrega de Tom Brown redundó en beneficio de la editorial que la puso en el mercado, MacMillan & Co., que pudo entonces expandir su actividad comercial al continente americano. Cuatro años después, Hughes publicaría su secuela, Tom Brown at Oxford (1861), narración novelada del período que el autor pasó (1842-1845) en el Oriel College de la Universidad oxoniense. Aunque su lectura es muy agradable, y la obra puede considerarse la primera novela de carácter universitario, no tiene la calidad artística de la anterior.
La otra obra de ficción que publicó Hughes fue The Scouring of the White Horse (1859), en la que se ocupa del enigmático geoglifo del Caballo Blanco de Uffington, su localidad natal. También escribió, entre otras, algunas obras de temática religiosa (Religio Laici, 1861; La fe de un laico, 1868; La vieja Iglesia: ¿qué hacemos con ella?, 1878; La virilidad de Cristo, 1879; La auténtica virilidad, 1880), biografías de personajes ilustres (Vida de Alfredo el Grande, 1869-1870; Memorias de Daniel MacMillan, 1882; Vida y época de Peter Cooper, 1886; James Fraser, segundo obispo de Mánchester, 1887; David Livingstone, 1889) y un libro de memorias (Memorias tempranas para niños) publicado póstumamente.

### Ficción
- Tom Brown’s School Days (1857)
- The Scouring of the White Horse (1859)
- Tom Brown at Oxford (1861)

### No ficción
- Religio Laici (1861)
- A Layman’s Faith (La fe de un laico) (1868)
- Life of Alfred the Great (Vida de Alfredo el Grande) (1869-1870)
- Memoir of a Brother (Memorias de un hermano) (1873)
- The Old Church: What Shall We Do With It? (La vieja Iglesia: ¿qué hacemos con ella?) (1878)
- The Manliness of Christ (La virilidad de Cristo) (1879)
- True Manliness (La verdadera virilidad) (1880)
- Rugby, Tennessee (1881)
- Memoir of Daniel MacMillan (Memorias de Daniel MacMillan) (1882)
- G. T. T.: Gone to Texas (1884)
- Notes for Boys (1885)
- Life and Times of Peter Cooper (Vida y época de Peter Cooper) (1886)
- James Fraser, Second Bishop of Manchester (James Fraser, segundo obispo de Mánchester) (1887)
- David Livingstone (1889)
- Vacation Rambles (1895)
- Early Memories for the Children (Memorias tempranas para niños) (1899, póstuma)